# Парламентские выборы в Белизе (1974)
Парламентские выборы в Белизе прошли 30 октября 1974 года и стали первыми после официального переименования в 1973 году Британского Гондураса в Белиз.  На них избиралось 18 членов законодательного собрания. Кроме этого, ещё 5 членов назначались губернатором, а два были должностными лицами. 
В результате правящая Народная объединённая партия получила 12 избираемых мест парламента и сохранила большинство мест, несмотря на потерю 5 мандатов. Объединённая демократическая партия, созданная в 1973 году в результате слияния Партии национальной независимости, Движения народного развития и Либеральной партии, впервые участвовала в этих выборах и получила 6 мест. Объединённая демократическая партия выдвинула кандидатов по всей стране, за исключением округа Коросаль, где она поддержала кандидатов от Объединенного фронта Коросаля. После выборов Объединённый фронт Коросаля слился с Объединённой демократической партией.

## Результаты
| Партия                                     | Голоса | %     | Места |
| ------------------------------------------ | ------ | ----- | ----- |
| Народная объединённая партия               | 12 269 | 52,66 | 12    |
| Объединённая демократическая партия        | 9 069  | 38,93 | 6     |
| Объединённый фронт Коросаля                | 1 039  | 4,46  | 0     |
| Объединённая чёрная ассоциация за развитие | 89     | 0,38  | 0     |
| Независимые                                | 832    | 3,57  | 0     |
| Недействительных/пустых бюллетеней         | 477    | -     | -     |
| Всего                                      | 23 811 | 100   | 18    |
| Зарегистрированных избирателей/ Явка       | 33 737 | 70,6  | -     |